# Diazépine
Une diazépine est un composé insaturé hétérocyclique à sept atomes dont deux d'azote. Ainsi, selon la position relative de ces hétéroatomes, une diazépine peut être une :
- 1,2-diazépine ;
- 1,3-diazépine ;
- 1,4-diazépine.

La fusion de ce cycle avec un cycle benzénique produit les composés basiques de la famille des benzodiazépines.